# 好汉两个半
《好汉两个半》（英語：Two and a Half Men）是一部美国情景喜剧，于2003年9月22日周一晚9：30（美国东部时间/太平洋时间）在哥伦比亚广播公司首播，共有十二季。这部剧集由查理，一个随心所欲的单身汉展开。当他新近经历分居的弟弟艾伦和艾伦的儿子杰克搬来一起住时，查理无忧无虑的生活被打断。本剧由查克·洛尔及李·阿伦森共同创作，查理·辛（自第九季起由艾希頓·庫奇代替）、乔恩·克莱尔和安格斯·琼斯主演。自2005年9月起，《好汉两个半》的播放时间被调至每周一晚上9点（原《人人都爱雷蒙德》的时段）。2007年9月，《好汉两个半》开始地方联合播放，并于2010年起在FX频道实现联合播放。2007年11月6日，因美国编剧大罢工，该剧的制作一度中止。2008年3月17日，该剧重新开播，用接下来的9集结束了第五季。哥伦比亚广播公司随后续约了第六季，并于2008年9月22日开始播放，刚好是这部剧首播五周年的日子。《好汉两个半》原本于2009年3月获得哥伦比亚广播公司续约了三季，即七、八、九季，将至少播到2012年，但在第八季的拍摄期间，查理·辛不仅因过量吸毒而被送到康复中心，还对该剧主创查克·洛尔发表不当言论。因此，在第八季播放结束后，查理·辛正式被剧组开除，被影星艾希頓·庫奇替代。2011年，纽约时报刊发文章称《好汉两个半》是几十年以来最火爆的情景喜剧。2012年5月12日，哥伦比亚广播公司宣布续约《好汉两个半》的第十季，并将播放时间改为每周四晚上8：30。2015年2月19日，播出第十二季剧终集，同时也是该剧完结集。

## 演员与角色

《好汉两个半》第一季至第四季的主角。

- 查理·辛 饰 查理·哈珀：懒惰嗜酒好色富有英俊的广告歌曲作家。在第八季和第九季之间死亡。
- 乔恩·克莱尔 饰 艾伦·哈珀：查理的弟弟，正骨师(手疗师)，第一次离婚后搬到查理家住。
- 艾希顿·库奇 饰 華登·史密特：艾伦的朋友，一開始因為妻子鬧離婚而欲跳海，但海水太冷也只能作罷！儘管艾伦想幫他走出婚姻的困局，然而，妻子一再提出離婚，他最终妥协，并且过上了同样无拘无束的单身汉生活。
- 安格斯·琼斯 饰 杰克·哈珀：艾伦的儿子，胖胖的，喜欢吃各种零食，正步入青春期，对有关性的事情很感兴趣。
- 玛琳·辛科 饰 朱迪丝：艾伦的前妻，跟艾伦离婚的原因是认为自己是同性恋，但后来又开始和别的男子交往，最终与杰克的儿科医生赫伯结婚。
- 霍兰·泰勒 饰 伊夫林·哈珀：查理和艾伦的母亲，房地产经纪人，风流的半老徐娘，给两兄弟造成了不少童年阴影。
- 梅兰妮·林斯基 饰 罗斯：邻居，曾和查理交往，经常窥探查理的隐私。
- 康查塔·弗丽尔 饰 波塔：查理家的家政服务员，粗俗而善于讽刺，喜欢直来直去。
- 艾普尔·鲍白 饰 康迪：艾伦第二任“前妻”，年轻漂亮，头脑简单。
- 格雷厄姆·帕特里克·马丁饰埃尔德里奇，杰克好友，艾伦女友琳赛的儿子。

## 播映情况
| 国家/地區  | 别名/译名 | 电视网                            | 季首播         | 周播时间                                |
| ---------- | --------- | --------------------------------- | -------------- | --------------------------------------- |
| 美國       |           | CBS Television                    | 2003年9月22日  | 下午九時                                |
| 加拿大     |           | CH Television                     | 2003年9月22日  | 下午九時                                |
| 阿根廷     |           | Warner Channel                    |                |                                         |
| 澳洲       |           | Nine Network                      |                | 星期一至五每晚七時                      |
| 奧地利     |           | ORF                               |                |                                         |
| 比利時     |           | Kanaal Twee                       |                |                                         |
| 巴西       |           | Warner Channel                    | 2004年1月5日   | 星期二下午八時半                        |
| 保加利亞   |           | BTV                               |                |                                         |
| 智利       |           | Warner Channel及RedTV             |                |                                         |
| 中国大陆   |           | 星空卫视                          |                | 每日23:00UTC+8                          |
| 克羅埃西亞 |           | HRT2                              |                |                                         |
| 丹麥       |           | TV3/3+                            |                |                                         |
| 芬蘭       |           | MTV3                              | 2005年9月1日   |                                         |
| 法國       |           | Canal Jimmy                       | 2005年2月1日   |                                         |
| 德國       |           | Pro 7                             | 2005年3月12日  | 星期六下午一時半CET                     |
| 希臘       |           | Alpha TV                          |                |                                         |
| 瓜地馬拉   |           | Warner Channel                    |                |                                         |
| 香港       |           | 亞洲電視國際台                    | 2010年10月21日 | 星期一至五下午八時半（賽馬日除外）UTC+8 |
| 印度       |           | Star World                        |                | 星期四下午九時半                        |
| 愛爾蘭     |           | TG4及Paramount Comedy             |                |                                         |
| 以色列     |           | YesSTARS                          |                |                                         |
| 義大利     |           | Rai Due                           |                |                                         |
| 馬來西亞   |           | Ntv7及Star World                  |                |                                         |
| 墨西哥     |           | Warner Channel                    |                |                                         |
| 荷蘭       |           | Veronica                          | 2005年3月4日   |                                         |
| 紐西蘭     |           | TV2                               |                |                                         |
| 挪威       |           | TV3&TV NORGE                      | 2004年3月18日  |                                         |
| 巴基斯坦   |           | Super Comedy                      |                |                                         |
| 秘魯       |           | Warner Channel                    |                |                                         |
| 菲律賓     |           | Studio 23                         |                |                                         |
| 波蘭       |           | TVN Siedem                        |                |                                         |
| 葡萄牙     |           | RTP 1及RTP 2                      |                |                                         |
| 羅馬尼亞   |           | PRO TV                            |                |                                         |
| 塞爾維亞   |           | RTV Pink                          |                |                                         |
| 新加坡     |           | Channel 5                         |                |                                         |
| 斯洛伐克   |           | Markiza                           |                |                                         |
| 斯洛維尼亞 |           | Kanal A                           | 2005年10月27日 |                                         |
| 南非       |           | M-Net及SABC 3                     |                |                                         |
| 西班牙     |           | La 2                              |                |                                         |
| 斯里蘭卡   |           |                                   |                |                                         |
| 瑞典       |           | TV6                               | 2004年2月6日   | 周一至周五晚九点                        |
| 瑞士       |           | SF2                               |                |                                         |
| 泰國       |           | UBC Series and Star World         |                |                                         |
| 土耳其     |           | CNBC-e                            | 2004年9月13日  | 星期一下午八時半                        |
| 英國       |           | Paramount Comedy and Channel Five | 2004年7月5日   |                                         |
| 委內瑞拉   |           | Warner Channel                    |                |                                         |

## 花絮
剧中的大量幽默都来自于创作者查克·洛尔的真实生活经历。在新近火爆的“每周娱乐”访谈中，荷兰·泰勒说洛尔是在用他自己和母亲不怎么愉快的关系为基础，来创作查理，艾伦和伊夫琳之间的故事的。试播一推出，很多小报就报道说这部剧是基于辛（查理的扮演者）的经历创作的，这是一个普遍的误解。查理·辛也提到过，“对查克最终决定创作一部关于男人的电视剧并不惊讶”。除两集外，该剧的每一集都引用此集中的一句话作为标题。而两个例外分别是试播集以及所引用的问话出自的一幕被删掉的一集。该剧使用的是七十年代情景喜剧《拉维恩和雪莉》搬到加利弗尼亚后的摄制场地。比较大的变化只有楼梯下的小走廊以及稍微增大的厨房。

## 片尾制作简讯
每集末尾都会有几秒钟短暂的字幕，是制作人想表达的信息，有时是讽刺，有时是幽默，但一般人很难看清，除非将剧集录下来并在播放时暂停。

## 奖项
本片获得了9个主要奖项和超过40个提名。